# Toulicia
Toulicia é um género botânico pertencente à família Sapindaceae.

## Espécies
- Toulicia acuminata
- Toulicia anomala
- Toulicia brachyphylla
- Toulicia brasiliensis
- Toulicia bullata
- Toulicia crassifolia
- Toulicia elliptica
- Toulicia eriocarpa
- Toulicia guianensis
- Toulicia laevigata
- Toulicia megalocarpa
- Toulicia patentinervis
- Toulicia petiolulata
- Toulicia pulvinata
- Toulicia reticulata
- Toulicia stans
- Toulicia subsquamulata
- Toulicia tomentosa

1. ↑  «Toulicia — World Flora Online». www.worldfloraonline.org. Consultado em 19 de agosto de 2020